# Horacio Saavedra
Horacio Saavedra, olykor Héctor Saavedra (1953 – 2003. december 20.) argentin képregényrajzoló.

## Életpályája
Pályafutása kezdetén Dante Quinterno mellett tanult és évekig dolgozott a Correrías de Patoruzito című képregénysorozaton. Az 1980-as és 1990-es években számos Warner Bros.- és Disney-képregény megalkotásában közreműködött. Gyakran rajzolta Tapsi Hapsi, Dodó kacsa és a Bolondos dallamok más szereplőinek történeteit, valamint dolgozott a Disney animációs sorozatainak, mint például a Chip és Dale – A Csipet Csapat, a Kacsamesék vagy a Balu kapitány kalandjai képregény-adaptációin. Testvérével, Oscar Saavedrával alapították meg a SB Producciones nevű stúdiót, mely keretein belül számos animációs film elkészítésében közreműködtek.